# Kościół Świętej Trójcy w Warszawie (Śródmieście)
Kościół Świętej Trójcy w Warszawie – główny kościół parafii ewangelicko-augsburskiej św. Trójcy znajdujący się na placu Stanisława Małachowskiego 1 w Warszawie.

## Historia świątyni

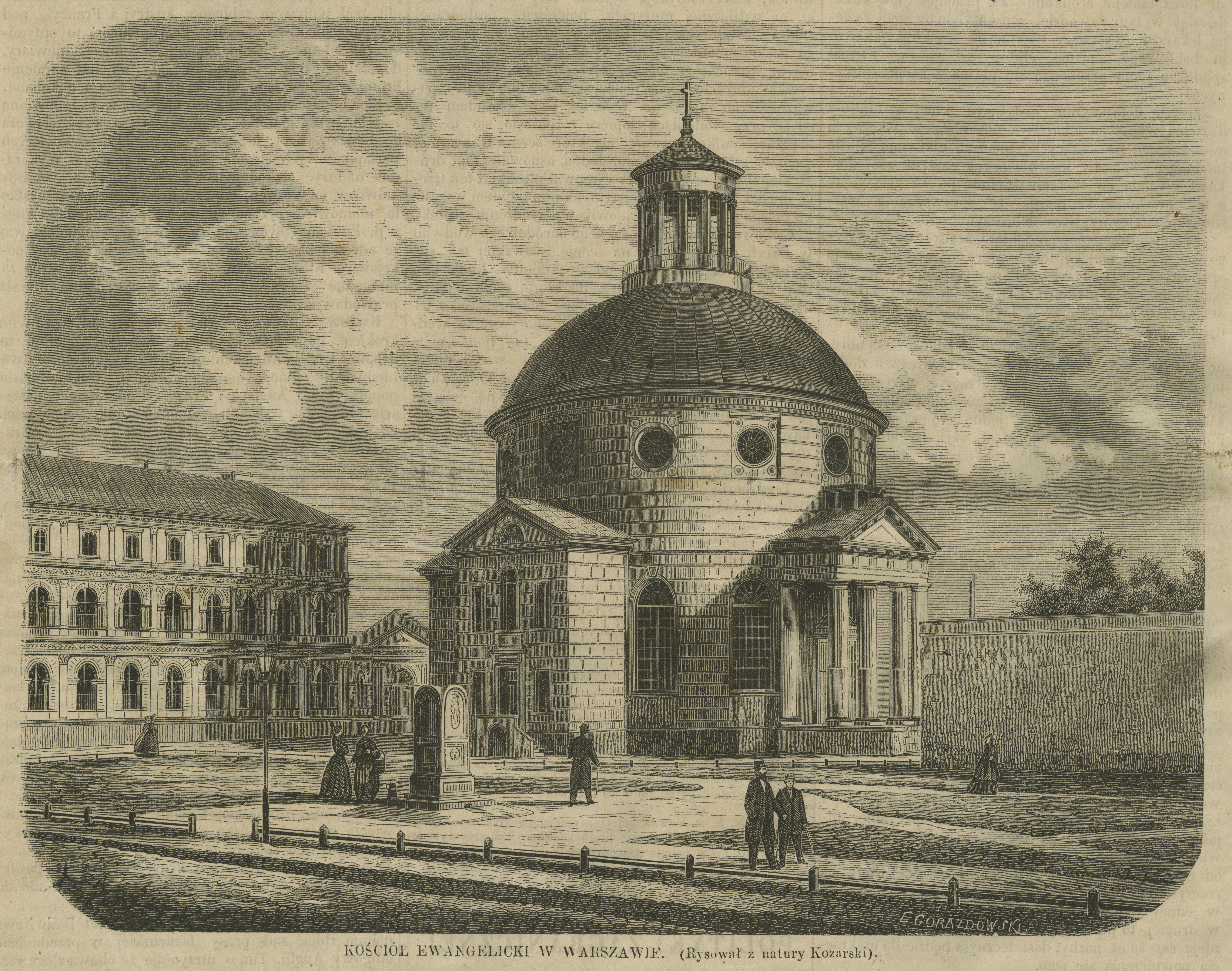
Świątynia na rysunku Adolfa Kozerskiego; ilustracja z „Tygodnika Ilustrowanego” z 1863

Ponieważ ustawodawstwo Mazowsza do XVIII wieku nie zezwalało na odprawianie nabożeństw dysydenckich, warszawscy ewangelicy musieli w tym celu jeździć do Węgrowa na Podlasiu.
15 stycznia 1777 ewangelicy otrzymali przywilej królewski zezwalający na budowę kościoła. Spośród trzech projektów (Dominika Merliniego, Jana Chrystiana Kamsetzera i Szymona Zuga) król Stanisław August Poniatowski wybrał projekt Zuga. Inspiracją dla architekta był rzymski Panteon oraz drezdeński kościół Najświętszej Marii Panny. Budynek uzyskał wysokość 58 m, a średnica rotundy 33,4 m. Świątynia górowała nad niską okoliczną zabudową.
Budowę kościoła rozpoczęto 24 kwietnia 1777. Cztery lata później, 30 grudnia 1781 nastąpiło uroczyste otwarcie i poświęcenie świątyni. Kościół ze względu na swe położenie był wówczas najwyższą (58 m) i jedną z najobszerniejszych budowli Warszawy. Oglądanie panoramy miasta i jego okolic stanowiło stałą atrakcję dla przyjezdnych gości i samych warszawiaków. 
W 1825 w kościele odbył się koncert Fryderyka Chopina dla cara Aleksandra I, który przyjechał do Warszawy na obrady Sejmu. Chopin zagrał na niedawno wynalezionym instrumencie – eolomelodikonie. Zachwycony monarcha podarował młodemu muzykowi drogi pierścień z brylantem.
Krzyż kopuły kościoła został przyjęty za punkt główny sieci triangulacyjnej utworzonej dla potrzeb projektowania kanalizacji i wodociągów przez Williama i Williama Heerleina Lindleyów.
Po wybuchu II wojny światowej, w trakcie obrony Warszawy 16 września 1939, kościół został zbombardowany. Po wojnie zniszczenia budynku oszacowano na ok. 70%.
Po zakończeniu wojny, w 1945 powracający ewangelicy przystąpili do odbudowywania swojej świątyni. Plany odbudowy sporządzone przez architekta Teodora Burschego zostały zatwierdzone przez Biuro Odbudowy Stolicy.
Rekonstrukcja odbywała się w latach 1949–1957. 18 listopada 1956 odbyło się pierwsze nabożeństwo.
W 1965 roku świątynia została wpisana do rejestru zabytków.  W 2019 zakończył się jej remont generalny.

## Inne informacje
- W 1857 warszawski fotograf Karol Beyer wykonał serię 12 fotografii pokrywającą kompletny dookólny widok z kopuły kościoła.
- Kościół przez wielu był uważany za centralny punkt Warszawy, co ustalono przy pomocy wielu różnych pomiarów geodezyjnych pod koniec XIX wieku[13].
- 2 sierpnia 1959 w świątyni odbyło się pierwsze ekumeniczne nabożeństwo w języku esperanto odprawione przez duchownych mariawickich.
- W 1991 podczas IV pielgrzymki do ojczyzny, kościół odwiedził papież Jan Paweł II, a 25 maja 2006 przybył do niego Benedykt XVI w ramach spotkania ekumenicznego podczas pielgrzymki do Polski[14][15].
- 7 maja 2022 roku w kościele miało miejsce nabożeństwo, w trakcie którego ordynowano na urząd prezbitera 9 diakonek pełniących służbę w Kościele Ewangelicko-Augsburskiego, w tym diak. Małgorzatę Gaś[16][17].